# Pákh Tibor
Pákh Tibor (Komárom, 1924. augusztus 11. – 2022. november 18.) magyar jogász, műszaki fordító, kommunizmusellenes aktivista, volt politikai fogoly.

## Életpályája

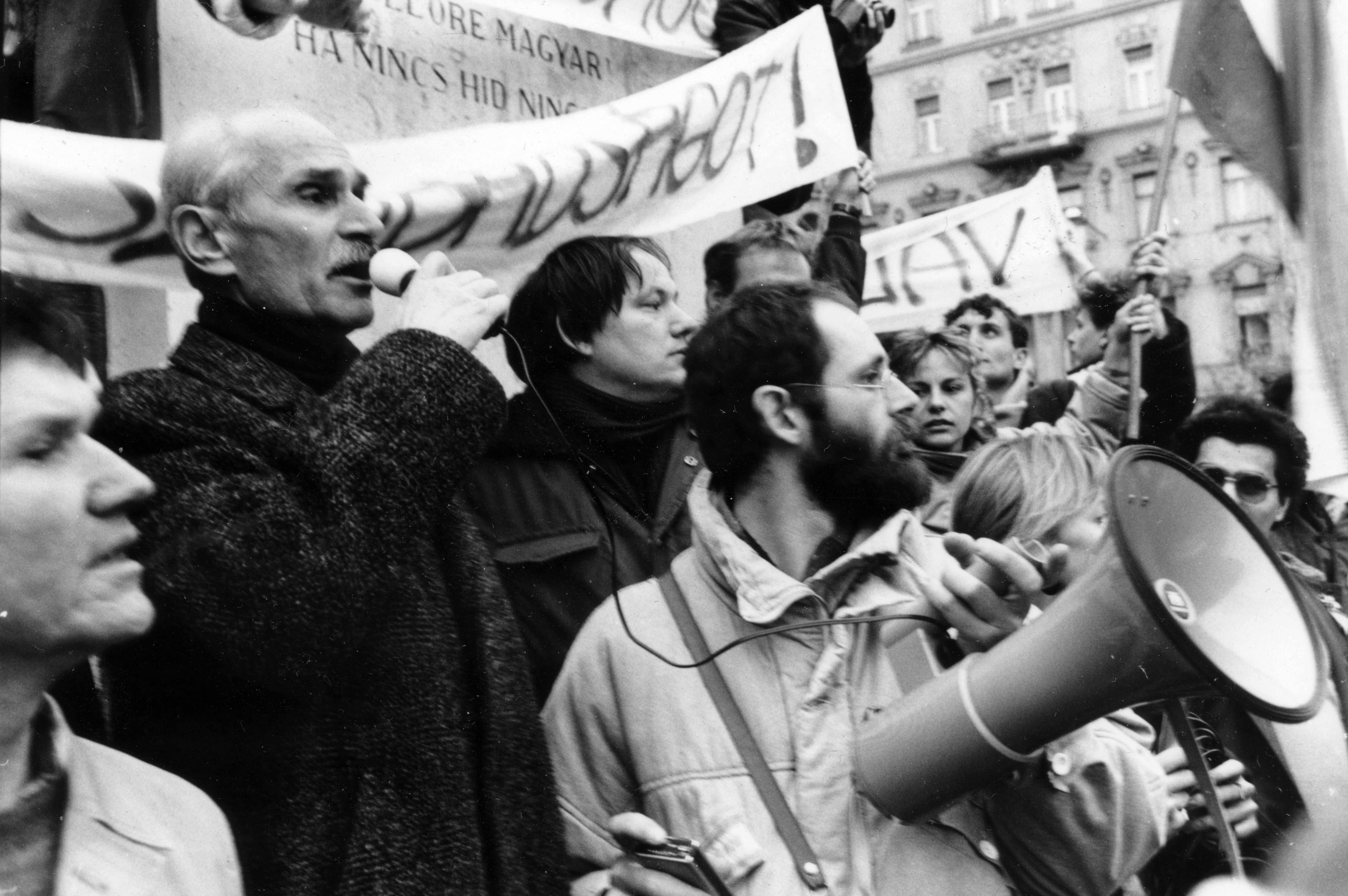
Pákh Tibor beszéde a Bem szobornál 1988. március 15-én

A komáromi elemi iskolába járt, a gimnáziumot a tatai piaristáknál kezdte, 1938-ban átment a komáromi bencésekhez, és ott is érettségizett 1942-ben. A Pázmány Péter Tudományegyetem Jogi és Államtudományi Karán végzett. A második világháború végén bevonult katonának. 1945–1948 között oroszországi kényszermunkatáborokban hadifogoly volt. Hazatérte után tudta meg, hogy már előbb kuláknak nyílványították, mert örökölte édesanyja birtokait.
1956-os tevékenysége miatt évekig volt politikai fogoly. Szabadulása után következetesen harcolt a megszálló csapatok kivonásáért és az önrendelkezési jog érvényesítéséért. Írásai szamizdat kiadóknál jelentek meg. 1971-ben „gyógyíthatatlan elmebetegnek” nyilvánították, mivel Pákh a börtönben éhségsztrájkot folytatott. 
1980 tavaszán csatlakozott a lengyel polgárjogi aktivistákhoz, és a Podkowa Leśna-i templomban éhségsztrájkot folytatott. 1981 októberében útlevelének jogtalan elkobzása ellen szintén  éhségsztrájkkal tiltakozott. Ekkor beszállították az Országos Ideg- és Elmegyógyintézetbe. A kórházban embertelen gyógykezelésben részesítették, de akkor ezt már nem lehetett eltitkolni, 57 magyar értelmiségi és több nemzetközi szervezet tiltakozott, végül kiengedték az elmegyógyintézetből, de útlevelét nem adták vissza.
A börtönben fordítóként dolgozott, egy zárkában másik két fordítóval, egyikük Göncz Árpád volt.  
Utoljára 1988. október 23-án tartóztatták le ellenzéki megmozduláson való részvételért.

## Művei
- Hadifogsági emléktöredékek; ABC Független Kiadó, Budapest, 1985
- Hadifogsági emléktöredékek; 2. kiad.; Új Hídfő Baráti Köre, San Francisco, 1989
- Szálegyedül; Masszi, Budapest, 2005
- A titkos jelentések és az igazság; szerzői, Budapest, 2008
- Moscow's influence on the Hungarian jurisdiction. An analysis based on remembrances of my prison years (Moszkva befolyása a hazai igazságszolgáltatásra); magánkiadás, Budapest, 2008

## Kitüntetései
- A Magyar Érdemrend tisztikeresztje, 2013
- New York állam Nassau megyei jogászkamarájának tiszteletbeli tagja, 1992
- Podkowa Leśna lengyel város díszpolgára
- Mindszenty Emlékérem, 2020[4]